# Paeonia mascula
La rosa di montagna (Paeonia mascula ((L.) Mill., 1768)) è una pianta appartenente alla famiglia delle Paeoniaceae, originaria di Bacino del Mediterraneo e Medio Oriente.

## Descrizione

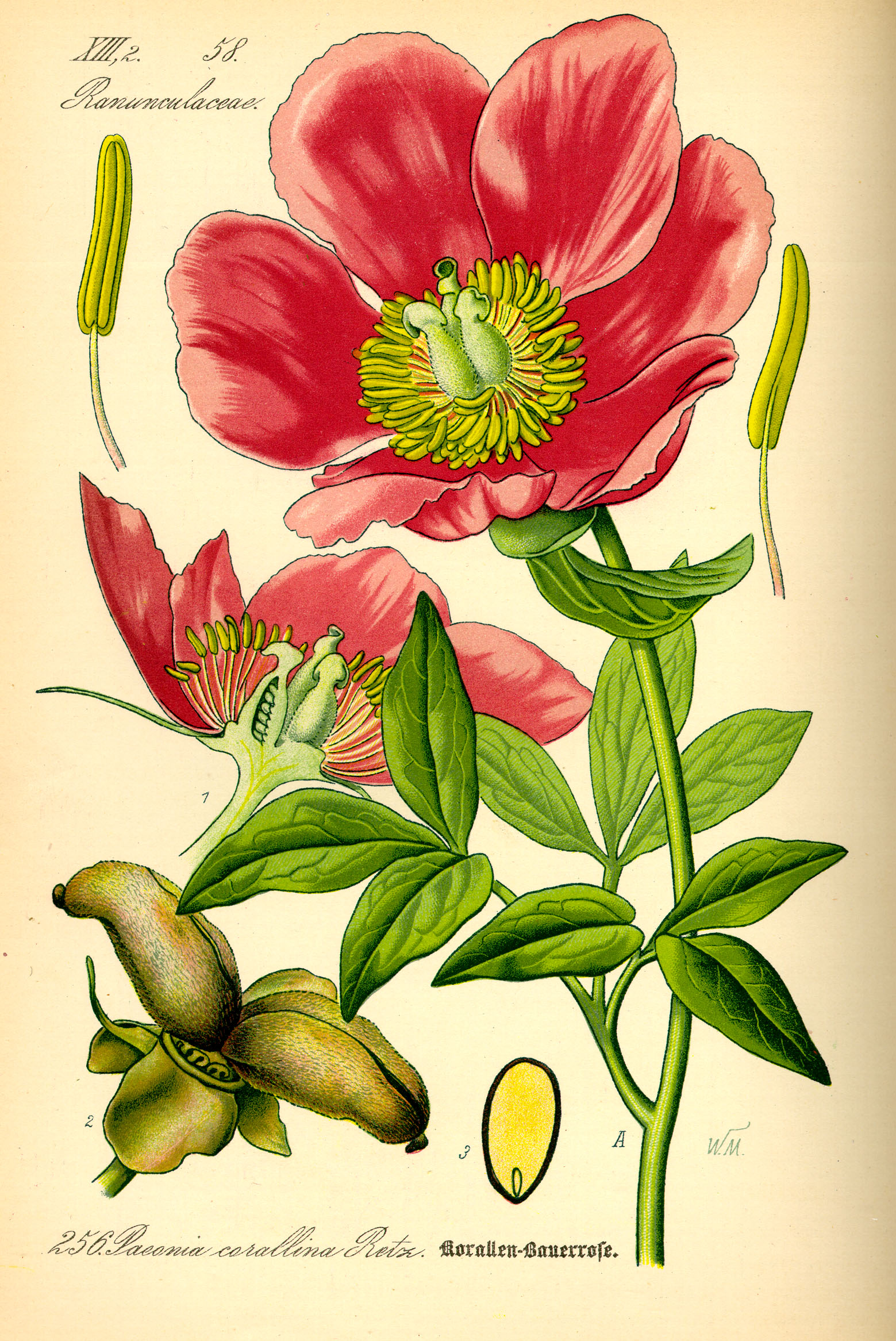

## Distribuzione e habitat
È una specie diffusa in gran parte dell'Europa, dalla penisola iberica al Caucaso.

In Italia è presente in quasi tutta la penisola (ad eccezione della fascia adriatica) e nelle isole maggiori.
Predilige il sottobosco dei querceti.

## Tassonomia

### Sottospecie
Sono attualmente accettate 4 sottospecie:
- Paeonia mascula subsp. bodurii Özhatay
- Paeonia mascula subsp. hellenica Tzanoud.
- Paeonia mascula subsp. mascula, ovvero la specie in sé.
- Paeonia mascula subsp. russoi (Biv.) Cullen & Heywood